# Belendorffita
La belendorffita és un mineral constituït per una amalgama de coure i mercuri. El seu nom fa honor al mineralogista alemany Klaus Belendorff (1956-) que fou qui la descobrí a Landsberg, Palatinate (Alemanya). Fou descrita per H.J Bernhardt i K. Schmetzer el 1992. És un mineral dimorf de la kolimita, la qual cristal·litza en el sistema cúbic.

## Classificació
Segons la classificació de Nickel-Strunz, la balendorffita pertany a «01.AD - Metalls i aliatges de metalls, família del mercuri i amalgames» juntament amb els següents minerals: mercuri, kolimita, eugenita, luanheïta, moschellandsbergita, paraschachnerita, schachnerita, weishanita, amalgames d'or, potarita i altmarkita. En la classificació de Dana el mineral es troba al grup 1.1.13.2

## Característiques
La seva fórmula és Cu₇Hg₆. La seva densitat és de 13,15 a 13,2 g/cm³, i cristal·litza en el sistema trigonal. La seva duresa segons l'escala de Mohs oscil·la entre 2,5 i 4.

## Formació i jaciments
Aquesta espècie només s'ha trobat a Landsberg (la seva localitat tipus) i a Hongria, en dos jaciments de minerals de mercuri, associada amb el seu dimorf kolimita i amb mercuri natiu.